# Daphne Akhurst
Daphne Jessie Akhurst Cozens (Ashfield, 22 aprile 1903 – Sydney, 9 gennaio 1933) è stata una tennista australiana.

## Biografia
Durante la sua carriera ha vinto quattordici titoli agli Australian Championships tra singolare, doppio e doppio misto raggiungendo nel 1928 la terza posizione in classifica.
Tra gli Australasian Championships 1925 e il 1930 ha vinto cinque edizioni, esclusi gli Australian Championships 1927 quando si è ritirata al secondo turno.
Nel doppio femminile ha vinto due titoli in coppia con Sylvia Lance Harper, uno con Esna Boyd Robertson e due insieme a Louise Bickerton. Nel doppio misto ha vinto i primi due titoli insieme a Jim Willard, uno insieme al francese Jean Borotra e uno con Gar Moon.
Per ben tre edizioni nel 1925, 1928 e 1929 ha vinto tutti e tre i titoli degli Australian Championships, singolare, doppio e doppio misto.
Insieme a Jack Crawford ha raggiunto la finale del doppio misto al Torneo di Wimbledon 1928 ma sono stati sconfitti da Elizabeth Ryan e Patrick Spence.
Muore il 9 gennaio 1933 a soli 29 anni a causa di una gravidanza ectopica. Il trofeo dato alle vincitrici del singolare femminile agli Australian Open venne rinominato Daphne Akhurst Memorial Cup in suo onore.
Il 26 gennaio 2006 durante l'Australia Day è stata introdotta nell'Australian Tennis Hall of Fame.

## Finali del Grande Slam

### Vinte (5)
| Anno | Torneo                       | Avversario in finale | Punteggio      |
| 1925 | Australian Championships     | Esna Boyd Robertson  | 1–6, 8–6, 6–4  |
| 1926 | Australian Championships (2) | Esna Boyd Robertson  | 6–1, 6–3       |
| 1928 | Australian Championships (3) | Esna Boyd Robertson  | 7–5, 6–2       |
| 1929 | Australian Championships (4) | Louie Bickerton      | 6–1, 5–7, 6–2  |
| 1930 | Australian Championships (5) | Sylvia Lance Harper  | 10-8, 2–6, 7–5 |